# Jürgen Teipel
Jürgen Teipel (né le 29 juillet 1961 à Kulmbach) est un écrivain allemand. Après avoir terminé sa formation dans la fonction publique, il a travaillé à partir de 1980 comme organisateur de concerts (notamment pour les groupes Malaria !, Abwärts, The Wirtschaftswunder et Die Toten Hosen), de spectacles, d'expositions ainsi que de soirées de cinéma. Il était également propriétaire d'un studio d'enregistrement, DJ, guide touristique, musicien et projectionniste de films.
Teipel était le rédacteur en chef du fanzine ratisbonnais Marionett, dans lequel il écrivait également. De 1988 à 2001, il a été journaliste indépendant et a écrit pour Spex, Tempo, Neue Zürcher Zeitung, Rolling Stone, Der Spiegel et Die Zeit, entre autres.
En 2001, il a publié Dilapide ta jeunesse (édité en France par les Éditions Allia dans une traduction de Guillaume Ollendorff), un essai romancé sur le mouvement Punk et New Wave en Allemagne. Le livre, devenu un best-seller, serait à l'origine de la renaissance du punk. Après la sortie du double CD du même nom compilé par Frank Fenstermacher et lui, il a été le commissaire de l'exposition "Zurück zum Beton" avec Ulrike Groos et Peter Gorschlüter à la Kunsthalle de Düsseldorf en 2002.
En 2010, il a publié Ich weiß nicht ("Je ne sais pas"), roman sur un quatuor de DJ techno en tournée au Mexique. En 2012, une nouvelle édition augmentée de Dilapide ta jeunesse est sortie. En 2013, son essai Mehr als laut ("Plus que bruyant") sur l'apogée de la culture DJ a été publié.
Inspiré en partie par une rencontre avec un orang-outan dans un zoo, il est l'auteur de Unsere unbekannte Familie ("Notre famille inconnue") en 2018, un volume réunissant 37 histoires documentaires sur la coexistence des animaux et des humains.
Teipel vit à Schondorf am Ammersee depuis 2017.